# Die Apokalyptischen Reiter
Pour les articles homonymes, voir Reiter.
Die Apokalyptischen Reiter est un groupe allemand de death metal mélodique, originaire de Weimar.

## Biographie

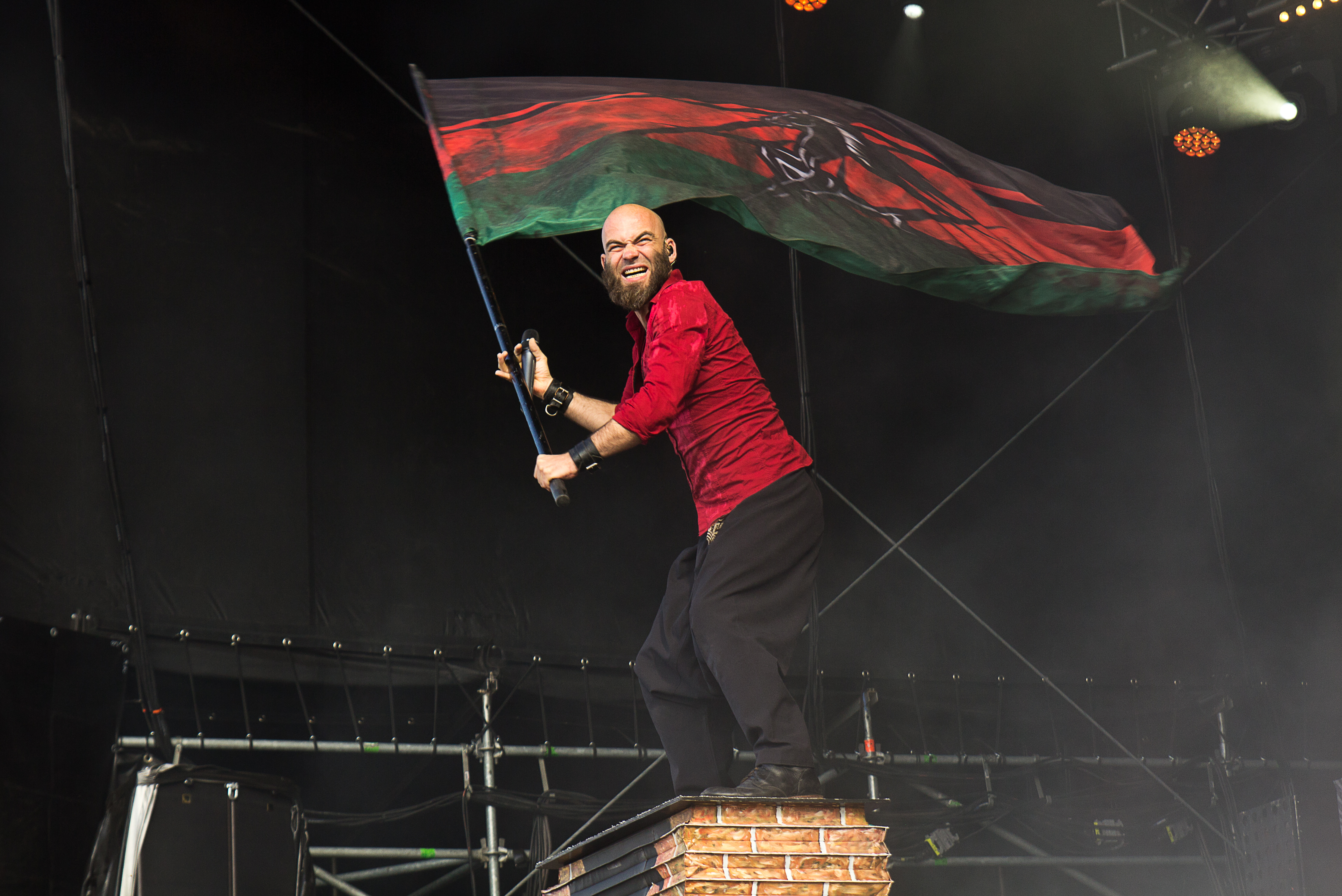
Daniel Fuchs Täumel au Rockharz 2015.

En été 1995, Daniel « Eumel » Täumel et « Skelleton » forment Die Apokalyptischen Reiter. Ils sont rejoints quelques semaines plus tard par Mark « Dr. Pest » Szakul et Volkmar « Volk-Man » Weber, qui écrivait autrefois pour un fanzine,. Les quatre membres enregistrent une démo intitulée Firestorm, publiée en 1996, et donnent leurs premiers concerts en Allemagne, en République tchèque, en Slovaquie, et en Hongrie. Le groupe attire l'intérêt de plusieurs labels, mais finit par signer chez Ars Metalli Records en 1997. En décembre 1997, leur premier album studio, Soft and Stronger, est publié. Le deuxième album de Die Apokalyptischen Reiter, Allegro Barbaro, est publié en 1999 chez Ars Metalli Records. Ils signent ensuite avec le label néerlandais Hammerheart Records. Skelleton quitte le groupe à cette même période et est remplacé par Volkmar « Volk-Man » Weber. En avril, le groupe acquiert son propre site web, reitermania.de.
En 2000, Eumel change de surnom pour Fuchs. Die Apokalyptischen Reiter publie son troisième album studio avec un plus gros budget. Aux côtés du producteur Andy Classen, ils entrent au Stage One Studio de Bühne, et commencent à enregistrer All You Need Is Love. Une fois sorti, l'album est un succès, et le groupe fait des apparitions dans plusieurs festivals comme le Wacken Open Air aux côtés du groupe américain Macabre. En mars 2003, ils commencent l'enregistrement de leur quatrième album Have a Nice Trip, qui est 95e des classements musicaux allemands, suivi par une tournée européenne avec Testament et Death Angel, dans des festivals comme le Wacken Open Air, Summer Breeze et With Full Force.
En mai 2006 sort l'EP Friede sei mit Dir, et l'album Riders on the Storm le 25 août (31e en Allemagne et 74e en Autriche). Une tournée, appelée Earthshaker Roadshock Tour, est organisée en 2007 avec notamment Finntroll, mais des problèmes surviennent à cause des organisateurs. Le 1er février 2008 sort le DVD live Tobsucht, enregistré lors du Wacken Open Air et du Party.San Open Air. Leur nouvel album, Licht, est publié le 28 août 2008 chez Nuclear Blast Records. Le 27 juin 2008 sort l'EP Der Weg. En mars 2009, Lady Cat-Man remplace. En septembre 2009, le groupe participe au Paganfest avec Alestorm, Ex Deo, Korpiklaani, Swashbuckle et Unleashed.
À la fin de 2011, le groupe publie son premier best-of The Greatest of the Best, et prévoit une tournée spéciale Noël, qui sera finalement reportée au printemps 2012. En avril 2012, le groupe entame sa tournée The-Greatest-of-the-Best-Tour en Europe avec Emil Bulls, Kontrust et Malrun. Ils jouent notamment au SWR Barroselas Metalfest de Barroselas, au Portugal. En décembre, ils participent à la tournée Eisheilige-Nächte avec Russkaja, Fejd et Subway To Sally. En 2013, ils sont annoncés pour le 70.000 Tons of Metal.

## Style musical

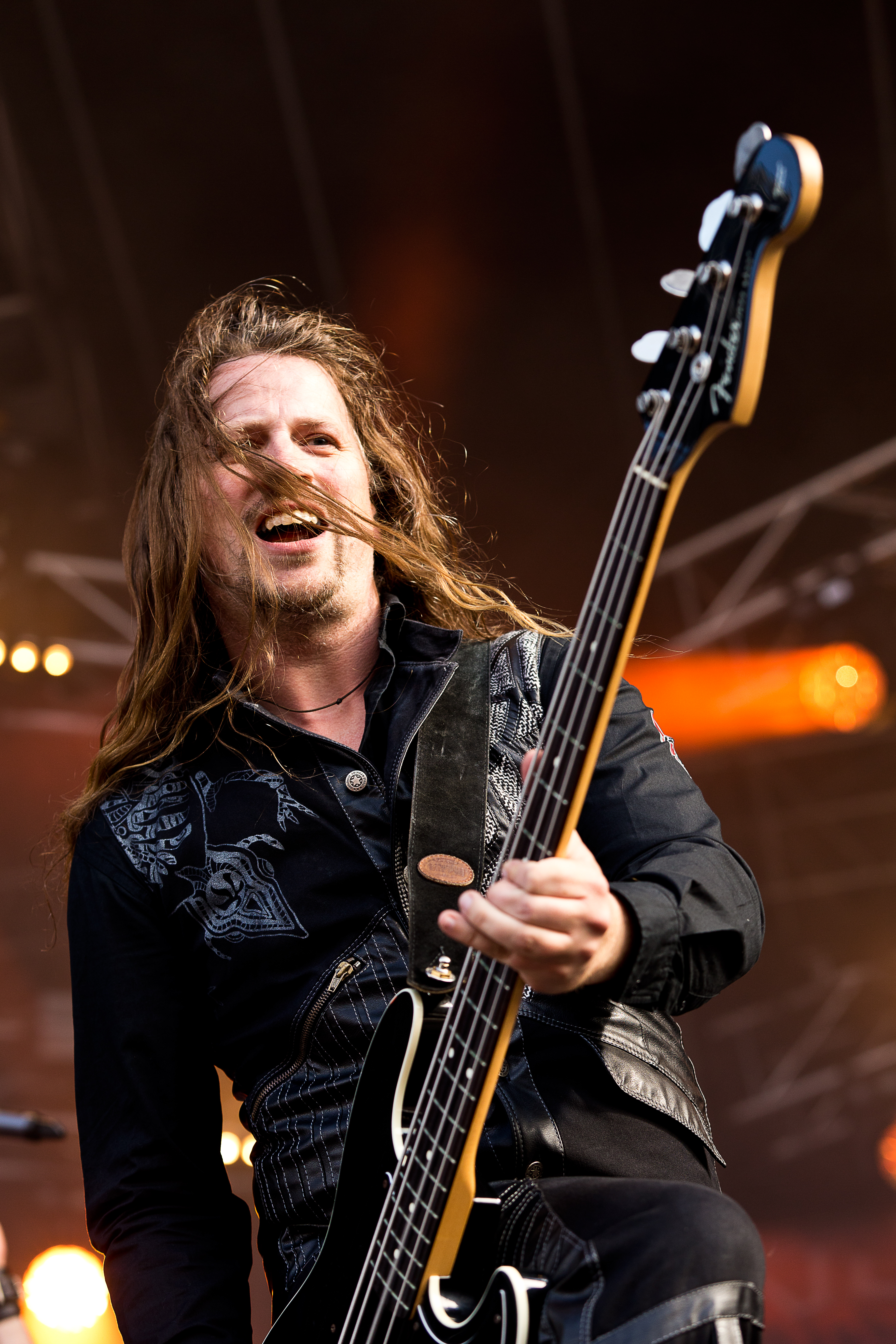
Volkmar Volk-Man Weber au Rockharz 2015.

Leur style original (mis en avant sur les rééditions ainsi qu'Allegro Barbaro) est un mélange de death metal et de sonorité folk (tel Eluveitie) par l'utilisation d'un clavier. Dans les derniers albums, les influences du death metal se font moins présentes, cela menant à des compositions moins chaotiques (généralement centrées autour d'un couplet et un refrain avec un pont et solo), des tempos plus stables, des chansons plus longues et des voix claires (mais pas seulement) offrant un son plus doux et accessible. Die Apokalyptischen Reiter chantent autant en anglais qu'en allemand avec cependant un nombre plus important de morceaux chantés en allemand sur leurs derniers albums.

## Membres

### Membres actuels
- Volk-Man (anciennement Volkmar) – chant, basse
- Fuchs (anciennement Eumel) – chant
- Titus Maximus (depuis 2023) - guitare
- Rohgarr - batterie (depuis 2023)

### Anciens membres
- Skelleton – chant, batterie (membre fondateur) (1995-1999)
- Tim – batterie (live) (2000)
- Pitrone – guitare (2002-2008)
- Lady Cat-Man – guitare (2008-2009)[14]
- Sir G. – batterie (2000-2023)
- Ady – guitare (2009-2023)
- Dr. Pest – clavier (1995-2021)

## Discographie

### Albums studio
- 1997 : Soft and Stronger (réédité avec des chansons bonus (démo de Firestorm) (Ars Metalli et réédition Hammerheart Records))
- 1999 : Allegro Barbaro (réédité avec des chansons bonus (Dschinghis Khan EP) (Ars Metalli et réédition Hammerheart Records))
- 2000 : All You Need Is Love
- 2003 : Have a Nice Trip (disponible en tant que CD normal et digipak avec Manowar en bonus)
- 2004 : Samurai (disponible en tant que CD normal, CD+DVD, LP rose et en DVD + coffret, limité à 1 000 copies)
- 2006 : Riders on the Storm
- 2008 : Licht
- 2011 : Moral & Wahnsinn
- 2014 : Tief.Tiefer
- 2017 : Der Rote Reiter
- 2021 : The Divine Horsemen
- 2022 : Wilde Kinder

### Autres
- 1996 : Firestorm (cassette démo)
- 1998 : Dschinghis Khan (EP)
- 2006 : Friede Sei Mit Dir (DVD comportant un Show live au Summer Breeze Festival, un reportage en studio à propos du prochain Album Riders on the Storm et de nombreuses vidéos)
- 2006 : Friede Sei Mit Dir (single avec quatre nouveaux morceaux)
- 2008 : Tobsucht - Reitermania over Wacken & Party.San (disponible en double CD et DVD contenant le Wacken Open Air et le Party.San Open Air en live)
- 2011 The Greatest of the Best (best of - 20 titres)